# Guanxizhen (ort i Kina, Shaanxi, lat 33,22, long 107,57)
Guanxizhen är en ort i Kina. Den ligger i provinsen Shaanxi, i den nordvästra delen av landet, omkring 170 kilometer sydväst om provinshuvudstaden Xi'an. Antalet invånare är 16 285. Befolkningen består av 8 057 kvinnor och 8 228 män. Barn under 15 år utgör 16,0 %, vuxna 15-64 år 73 %, och äldre över 65 år 10,0 %.
Runt Guanxizhen är det ganska tätbefolkat, med 100 invånare per kvadratkilometer. Närmaste större samhälle är Yangzhou, 2,2 km väster om Guanxizhen. Trakten runt Guanxizhen består till största delen av jordbruksmark.
Genomsnittlig årsnederbörd är 1 052 millimeter. Den regnigaste månaden är juli, med i genomsnitt 222 mm nederbörd, och den torraste är december, med 2 mm nederbörd.